# Episema meridionalis
Episema meridionalis är en fjärilsart som beskrevs av Calberla 1884. Episema meridionalis ingår i släktet Episema och familjen nattflyn. Inga underarter finns listade i Catalogue of Life.